# Kastanjedvärgspett
Kastanjedvärgspett (Picumnus cinnamomeus) är en fågel i familjen hackspettar inom ordningen hackspettartade fåglar.

## Utseende och läte
Kastanjedsvärgspetten är en mestadels otecknad brunröd dvärgspett med vit- eller gulfläckad svart hjässa och gräddvitt i pannan. Bland lätena hörs ljus drill och en serie med tre till sex ljusa visslingar.

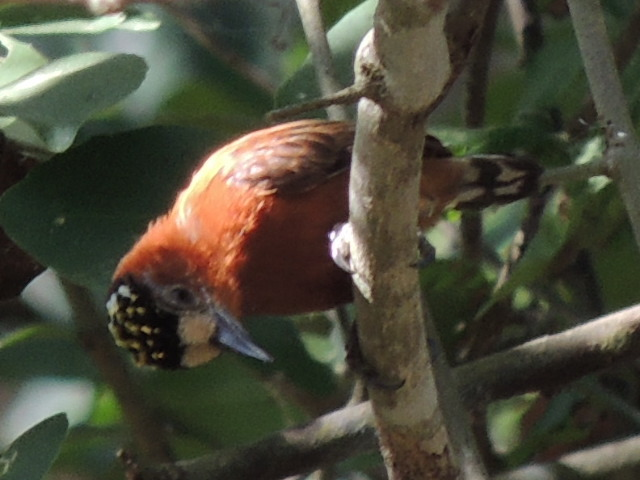

## Utbredning och systematik
Kastanjedvärgspett delas in i fem underarter med följande utbredning:
- Picumnus cinnamomeus cinnamomeus – förekommer i kustnära norra Colombia, söderut lokalt i Cauca- och Magdalenadalarna
- Picumnus cinnamomeus perijanus – förekommer i nordvästra Venezuela (norra delarna av sjön Maracaibo)
- Picumnus cinnamomeus persaturatus – förekommer i nordcentrala Colombia (bergskedjan San Jerónimo i Bolivar
- Picumnus cinnamomeus larensis – förekommer i nordvästra Venezuela (västra och centrala Falcón samt nordvästra Lara)
- Picumnus cinnamomeus venezuelensis – förekommer i västra Venezuela (söder och öster om sjön Maracaibo)

## Levnadssätt
Kastanjedvärgspetten är en ovanlig till ganska vanlig fågel i torra områden med buskmarker, skog och kanter av mangrove. Lokalt kan den också ses i kanter av fuktiga skogar. Den ses enstaka, i par eller i smågrupper födosökande bland klängväxter i undervegetationen.

## Status och hot
Arten har ett stort utbredningsområde, men tros minska i antal, dock inte tillräckligt kraftigt för att den ska betraktas som hotad. Internationella naturvårdsunionen IUCN listar arten som nära hotad (LC).